# Akane Maniax
Akane Maniax (アカネマニアックス～流れ星伝説剛田～? Akane Maniax ～Nagareboshi Densetsu Gouda～) är ett japanskt äventyrsspel producerat av âge. Spelets handling utspelar sig som en sidohistoria till Kimi ga Nozomu Eien och innan Muv-Luv, med Suzumiya Akane som huvudfigur. I likhet med Muv-Luv Extra och till skillnad från Kimi ga Nozomu Eien ligger fokus snarare på komedi än drama.
En OVA på tre avsnitt löst baserade på spelets handling släpptes på DVD den 25 november 2004. De två första avsnitten skapades av Media Factory, det tredje av Bandai Visual.